# Locomoție arboreală

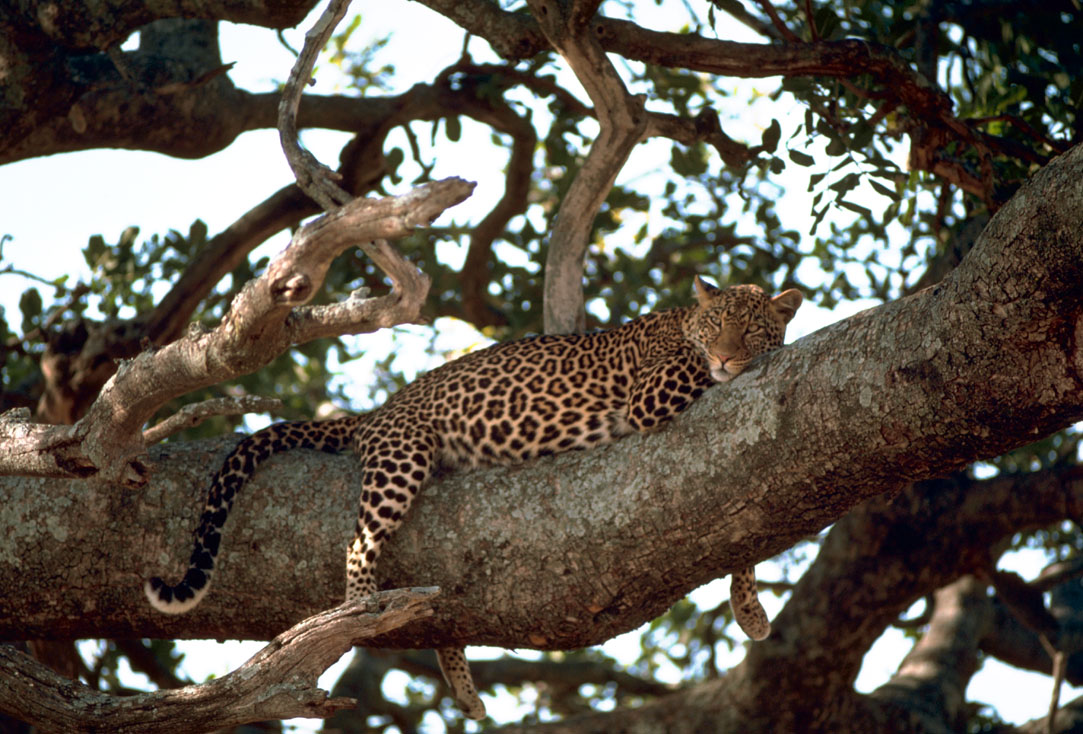
Leoparzii sunt alpiniști grozavi și își pot duce victimele în sus în copaci pentru a ie ține la adâpost de alți prădători.

Locomoția arboreală este locomoția animalelor din copaci. În habitatele în care sunt prezenți copacii, animalele au evoluat pentru a se deplasa în ei. Unele animale pot escalada copacii doar ocazional, dar altele sunt exclusiv arboricole. Habitatele ridică numeroase provocări mecanice pentru animalele care se deplasează prin ele și duc la o varietate de consecințe anatomice, comportamentale și ecologice, precum și la variații în diferite specii. În plus, multe dintre aceste principii pot fi aplicate cățărării fără copaci, cum ar fi pe grămezi de roci sau munți. 
Unele animale sunt exclusiv arboricole în habitat, cum ar fi melcul de copac.